# San Junipero
A San Junipero a Fekete tükör című brit sci-fi sorozat negyedik epizódja, amit a sorozat showrunnere, Charlie Brooker írt, és Owen Harris rendezett. 2016. október 21-én mutatta be a Netflix, a harmadik évad többi részével egyszerre.
A cselekmény egy tengerparti üdülővárosban, San Juniperóban játszódik, ahol az introvertált Yorkie találkozik az életvidám Kellyvel. A város valójában egy számítógépes szimuláció, San Junipero, ahol az idős emberek tölthetik hátrelévő napjaikat vagy ahová a tudatuk felkerülhet haláluk után.
Az epizód sokat épít az 1980-as évek világára és a nosztalgiaterápiára. Eredetileg egy heteroszexuális párról szólt volna a cselekmény, amelynek negatív befejezése lett volna, ezt változtatták meg utóbb egy azonos neműek közti szerelmi kapcsolatra, és a sorozattól merőben szokatlan módon happy enddel zárult az epizód. A forgatás Londonban és Fokvárosban zajlott. Az epizódhoz a 80-as évek népszerű slágerein túl Clint Mansell írt zenét.
Az epizód pozitív értékeléseket kapott, dícsérve a színészi játékot, a cselekmény fordulópontját, a vizuális megvalósítást, és a szokatlan pozitív végkifejletet. Két Emmy-díjat nyert, a legjobb tévéfilm és a legjobb sorozatepizód-forgatókönyv kategóriában.

## Cselekmény
1987-ben egy Yorkie nevű félénk fiatal lány látogat el a San Junipero városában található Tucker's nightclubba. Egy váratlan pillanatban az életvidám, bulizós lány, Kelly, odaül mellé, lekoptatva az addig az estét vele töltő West. Táncolni kezdenek, de Yorkie hirtelen kényelmetlenül kezdi el magát érezni, és elhagyja a helyet. Kelly utánamegy, és egyértelmű szexuális ajánlatot tesz neki, amit Yorkie elutasít, azt állítva, hogy vőlegénye van. A rákövetkező héten Yorkie visszatér a klubba, és azt látja, hogy Kelly egy másik fiúval flörtöl. Végül a mosdóban találkoznak újra, ahol csókolózni kezdenek, majd Kelly tengerparti házában kötnek ki. Yorkie bevallja, hogy neki ez az aktus az első alkalom, Kelly pedig azt, hogy valamikor férjnél volt.
Egy héttel később Yorkie visszatér, de már hiába keresi Kellyt. Átirányítják a Quagmire szado-mazo bárba, de ott se találja. Wes azt mondja neki, hogy próbálkozzon egy "másik időben" – Yorkie megnézi a kilencvenes években is, végül 2002-ben bukkan rá, de Kelly visszautasítja őt. Yorkie elmegy, majd Kelly utánarohan, és közli vele, hogy azért kerüli őt, mert haldoklik, és nem tudja, hogy mennyi ideje van hátra, és nem akar emiatt kötődni hozzá. Újra összejönnek, majd Yorkie nagy nehezen bevallja Kellynek, hogy a kaliforniai Santa Rosában él. Kelly felajánlja, hogy meglátogatja őt, de mivel Yorkie szégyelli magát az ő állapotában, ezért csak nehezen egyezik ebbe bele.
Ekkorra már kiderül, hogy San Junipero nem a valóság, hanem egy szimuláció, ahová az elhunytak, választásuk szerint, feltölthetik a tudatukat a haláluk után, az élő idősek pedig, mint vendégek, hetente korlátozott időre látogathatnak el ide – mindannyian a fiatalkori énjük testében, egy általuk választott időben. A valódi világban az idős és beteg Kelly meglátogatja Yorkie-t. Megtudja Yorkie ápolójától, Gregtől, hogy a nő 21 éves kora óta, több mint negyven éve él ágyhoz kötötten, miután egy autóbaleset következtében teljesen lebénult. A baleset azért történt vele, mert a szülei rosszul reagáltak, amikor bejelentette előttük másságát. Mivel egyáltalán nem tud kommunikálni, ezért számára a San Juniperóba látogatás az egyetlen módja annak, hogy más emberekkel kapcsolatba lépjen.Yorkie szeretne eutanáziával véget vetni az életének és véglegesen felköltözni San Juniperóba, de a családja vallási okokból ellenzi ezt, ezért azt tervezik, hogy hozzámegy Greghez, aki, mint hozzátartozó, engedélyezheti ezt. Kelly hirtelen gondol egyet, és a szimulációba visszatérve megkéri Yorkie kezét, aki igent mond, és így már ők házasodhatnak össze, és Kelly lesz az, aki engedélyezi az eutanáziát.
Yorkie most már örökre San Juniperóban lakik, és azt kéri Kellytől, hogy költözzön ő is oda, ne csak látogató legyen. Kelly azonban ellenzi ezt, közölve, hogy ő csak az eutanáziában akart segíteni neki, és nem akarja, hogy véglegesen ide töltődjön fel a tudata. Ennek is megvan az oka: a férjével majdnem 50 évet éltek együtt, és ezalatt meghalt a lányuk, majd a férfi is. Mivel a lányuk a San Junipero feltalálása előtt halt meg, ezért az ő tudatát nem lehetett feltölteni, a férje pedig ezért inkább a természetes halált választotta, Kelly pedig követni akarja őket. Összevesznek, Kelly pedig azt vágja Yorkie fejéhez, hogy ő gyakorlatilag nem is élt, nem tudhatja, hogy mennyire nehéz ez neki. Ezután elviharzik az autójával, majd balesetet szenved, de mivel ez egy szimuláció, így semmi baja nem lesz, viszont lejár az ideje, ezért eltűnik.
Valamivel később Kelly átgondolja a dolgokat, ő maga is eutanáziát kér saját magára, majd eldönti, hogy a tudatát mégis töltsék fel San Juniperóba. Miközben eltemetik a szerettei mellé, a tudata új életet kezd Yorkie-val.

## Szereplők
| Szerep      | Színész          | Magyar hang        |
| ----------- | ---------------- | ------------------ |
| Kelly       | Gugu Mbatha-Raw  | Bogdányi Titanilla |
| Yorkie      | Mackenzie Davis  | Csuha Borbála      |
| Idős Kelly  | Denise Burse     | Menszátor Magdolna |
| Greg        | Raymond McAnally | Barát Attila       |
| Wes         | Gavin Stenhouse  | Czető Roland       |
| Laura       | Cheryl Anderson  | Orosz Anna         |
| Harvey      | Jackson Bews     | Molnár Levente     |
| Idős Yorkie | Annabel Davis    |                    |

## Az epizód készítése
A harmadik évad epizódjai közül ennek a forgatókönyve készült el legelőször. Charlie Brooker írta, azzal a szándékkal, hogy a sorozat eddigi részeihez képest egy kis változást hozzon be. Az eddigi epizódok ugyanis jobbára arról szóltak, hogy az új technológiák milyen negatív hatással vannak az emberek életére, ezúttal viszont a pozitív oldalt domborította ki.
Az eredeti tervek egy olyan történetről szóltak, ahol tudományosan kutatták volna, hogy létezik-e a másvilág, horror- és természetfeletti elemekkel. Később aztán Brooker hallott a nosztalgiaterápiáról, amit idős embereken alkalmaznak. Brooker és producer-társa, Annabel Jones úgy gondolták, hogy egy virtuális valóságban, mint ami a "Fehér karácsony" című részben is látható volt, több potenciál van. Az egyik elképzelés a "Mindjárt jövök" című részre hasonlított volna, amelyben az elhunyt személyek tudatát egy mesterséges testbe költöztették volna, akik egy parkban éltek, és ahol az élők meglátogathatták őket. Ezt azonban elvetették, mert a Westworld című sorozat, ami ekkoriban debütált, nagyon hasonló cselekménnyel rendelkezett. Később a 2010-es "The Young Ones" BBC-sorozat egyik epizódja alapján dolgozta át a sztorit, amelyben idős hírességek éltek a hetvenes évek stílusában berendezett házakban, mely jó hatással volt az egészségükre. Mivel mindig is szeretett volna egy múltban játszódó epizódot, ezért Brooker elhatározta, hogy a cselekményt ennek megfelelően írja meg.
Az eredeti forgatókönyv körülbelül négy nap alatt készült el. Az eredeti változatban egy heteroszexuális pár állt a cselekmény középpontjában, amit Brooker megváltoztatott, azért, mert 1987-ben az azonos neműek közötti házasság még nem volt legális. Az egyik kimaradt jelenetben Kelly meglátogatott egy óvodát San Juniperóban, ahol halott gyerekek éltek volna, de a szomorú és a cselekmény többi részétől eltérő jellege miatt nem forgatták le. Először a sorozat története során került egyértelműen amerikai helyszínre a cselekmény.
Eredetileg ennek a résznek se lett volna boldog befejezése, hanem ott ért volna véget, amikor Yorkie és Kelly találkoznak a kórházban. De Brooker folytatta a forgatókönyvet, megírta Yorkie eutanáziáját, majd ezután Kelly háttértörténetét, amit a nő egy érzelmes monológban mesél el. A befejező képsorok alatt a "Heaven Is A Place On Earth" című dal szól, amit Brooker zenehallgatás közben vett észre és rögtön licenszelt is az epizódhoz. Hogy a dal címének is hangsúlya legyen, a záró képsorokban láthatóvá vált a szerverterem, ahol San Junipero működik, és a fények villognak. Egy elvetett befejezés-ötlet volt az, hogy Kelly és Yorkie más-más korokban, köztük az 1920-as években jelennek meg.
Brooker fiatal korában videojáték-újságíró volt, és a nyolcvanas évek játékai különösen nagy hatást tettek rá. Ezért kerültek be a nightclubba a játékok – Owen Harris rendező, aki a nyolcvanas éveket egy kimondottan optimista évtizednek nevezte, a sztorit 1987-be helyezte, és ennek az évnek megfelelően rendezték be a tereket és kerültek a zenék is összeválogatásra. Néhány dal, a "Heaven Is A Place On Earth" mellett például a "Girlfriend In A Coma", előrevetítették az epizód végi csavart, ahogy egyes játékok, mint a "Time Crisis" és a "House of the Dead". Egy kicsit nehezebben észrevehető utalás, hogy amikor egy videojáték kapcsán szóba kerül az autóbaleset, Yorkie láthatóan feszengeni kezd. Minden dal használati jogát megszerezte a Netflix 15 évre, kivéve egy Prince-dalt, de ezek is hatalmas összegekbe kerültek. A nem licenszelt zenéket Clint Mansell írta.
A Kellyt játszó Gugu Mbatha-Raw egyetlen epizódot sem látott a sorozatból, csak a forgatás előtt nézte meg a "Rögtön jövök " című részt. Mackenzie Davis a legelső részt még úgy látta, saját bevallása szerint, hogy egy barátja illegálisan letöltötte. Denise Burse játszotta az idős Kellyt, miután Mbatha-Raw öregítésének lehetőségét elvetették. A díszleteket a "Meglógtam a Ferrarival" és az "Álmodj rózsaszínt" című filmek alapján rendezték be. Kelly ruházatát Whitney Houston és Janet Jackson öltözéke inspirálta, míg Yorkie-ra olyan ruhákat adtak, mint amiket "az anyja úgy tett volna oda az ágy szélére". Ez tudatos döntés volt, és az epizód során nem is változtattak rajta. A képi megvalósítás során intenzíven használták a neonrózsaszín és a mélykék színeket, amelyek a biszexuális közösség zászlaján is láthatóak.
Megjelenése után az epizód több filozófiai kérdést is felvetett, mint az értelem, a személyes tapasztalás, és a digitális szimulációban létezés következményei, habár ezekről közvetlenül sosem esett benne szó. Olyan kérdések is felmerültek, mint hogy a rendszer ismeretében vajon mit gondolhatnak a hívő emberek a túlvilág létezéséről, és hogy mi történne a benne lakókkal, ha technikai problémák merülnének fel.

## Fordítás
Ez a szócikk részben vagy egészben  a   San Junipero című angol Wikipédia-szócikk ezen változatának fordításán alapul.  Az eredeti cikk szerkesztőit annak laptörténete sorolja fel. Ez a jelzés csupán a megfogalmazás eredetét és a szerzői jogokat jelzi, nem szolgál a cikkben szereplő információk forrásmegjelöléseként.